# Campeonato Sergipano de Futebol de 2007 - Série A2
O Campeonato Sergipano da Série A2 de 2007 foi a 17º edição do torneio que corresponde à segunda divisão do futebol em Sergipe.

## Formato

### Primeira Fase
Nessa fase as 10 equipes foram divididas em dois grupos, o grupo A e o grupo B, ambos com 5 equipes. As associações realizaram jogos de ida e volta dentro de seus grupos, classificando-se para a fase seguinte as 2 melhores equipes de cada um.

### Segunda Fase
As 2 equipes classificadas jogam as partidas finais em ida e volta. As equipes campeã e vice-campeã ascenderam ao Sergipão em 2008.

### Critérios de desempate
Persistindo empate em número de pontos, foram aplicados os seguintes critérios, na ordem:
1. Maior número de vitórias;

2. Maior saldo de gols;

3. Maior número de gols pró;

4. Menor número de gols contra;

5. Confronto direto entre as Associações;

6. Menor número de cartões vermelho recebidos;

7. Menor número de cartões amarelo recebidos;

8. Sorteio.

## Equipes Participantes
Abaixo a lista dos clubes que participaram do campeonato em 2007. 
| Baixa | Equipes rebaixadas da Série A1 de 2006 |

## Primeira Fase

### Grupo A
| Pos | Times            | Pts | J | V | E | D | GP | GC | SG  |
| --- | ---------------- | --- | - | - | - | - | -- | -- | --- |
| 1   | São Domingos     | 22  | 8 | 7 | 1 | 0 | 20 | 4  | +16 |
| 2   | Boca Júnior      | 15  | 8 | 5 | 0 | 3 | 19 | 12 | +7  |
| 3   | Cotinguiba       | 13  | 8 | 4 | 1 | 3 | 14 | 10 | +4  |
| 4   | Estanciano       | 6   | 8 | 2 | 0 | 6 | 5  | 16 | -11 |
| 5   | Coritiba-SE[CTB] | 3   | 8 | 1 | 0 | 7 | 5  | 22 | -17 |

|              | BOC   | CTB   | COT   | EST   | SDO   |
| ------------ | ----- | ----- | ----- | ----- | ----- |
| Boca Júnior  | —     | 2 – 1 | 3 – 0 | 0 – 1 | 2 – 3 |
| Coritiba-SE  | 1 – 7 | —     | 0 – 2 | 3 – 0 | [W.O] |
| Cotinguiba   | 1 – 2 | [W.O] | —     | 4 – 1 | 1 – 4 |
| Estanciano   | 0 – 2 | [W.O] | 0 – 4 | —     | 0 – 2 |
| São Domingos | 5 – 1 | 2 – 0 | 0 – 0 | 1 – 0 | —     |

|  |                     |  |        |  |                      |
|  | Vitória do Mandante |  | Empate |  | Vitória do Visitante |

#### Rodadas na liderança e Lanterna
Em negrito, os clubes que mais permaneceram na liderança.
| Liderança  | Liderança  | Liderança    | Liderança    | Liderança    | Liderança    | Liderança    | Liderança    | Liderança    | Liderança    |
| ---------- | ---------- | ------------ | ------------ | ------------ | ------------ | ------------ | ------------ | ------------ | ------------ |
| 1          | 2          | 3            | 4            | 5            | 6            | 7            | 8            | 9            | 10           |
| SDM        | BOC        | SÃO DOMINGOS | SÃO DOMINGOS | SÃO DOMINGOS | SÃO DOMINGOS | SÃO DOMINGOS | SÃO DOMINGOS | SÃO DOMINGOS | SÃO DOMINGOS |
| Lanterna   |            |              |              |              |              |              |              |              |              |
| 1          | 2          | 3            | 4            | 5            | 6            | 7            | 8            | 9            | 10           |
| ESTANCIANO | ESTANCIANO | ESTANCIANO   | ESTANCIANO   | ESTANCIANO   | ESTANCIANO   | CORITIBA     | CORITIBA     | CORITIBA     | CORITIBA     |

#### Resultados
| 4 de agosto de 2007 | Estanciano | 0 – 2 | São Domingos | Estância               |
|                     |            |       |              | Estádio: Vila Operária |

| 5 de agosto de 2007 | Boca Júnior | 2 – 1 | Coritiba-SE | Cristinápolis     |
|                     |             |       |             | Estádio: Geraldão |

| 11 de Agosto de 2007 | Coritiba-SE | 3 – 0 | Estanciano | Itabaiana                  |
|                      |             |       |            | Estádio: Presidente Médici |

| 11 de Agosto de 2007 | Cotinguiba | 1 – 2 | Boca Júnior | Aracaju           |
|                      |            |       |             | Estádio: Batistão |

| 18 de agosto de 2007 | Estanciano | 0 – 4 | Cotinguiba | Estância               |
|                      |            |       |            | Estádio: Vila Operária |

| 19 de agosto de 2007 | São Domingos | 2 – 0 | Coritiba-SE | São Domingos             |
|                      |              |       |             | Estádio: Arnaldo Pereira |

| 26 de agosto de 2007 | Cotinguiba | 1 – 4 | São Domingos | Aracaju           |
|                      |            |       |              | Estádio: Batistão |

| 26 de agosto de 2007 | Boca Júnior | 0 – 1 | Estanciano | Cristinápolis     |
|                      |             |       |            | Estádio: Geraldão |

| 30 de Agosto de 2007 | Coritiba-SE | 0 – 2 | Cotinguiba | Itabaiana                  |
|                      |             |       |            | Estádio: Presidente Médici |

| 2 de setembro de 2007 | São Domingos | 5 – 1 | Boca Júnior | São Domingos             |
|                       |              |       |             | Estádio: Arnaldo Pereira |

| 6 de setembro de 2007 | Coritiba-SE | 1 – 7 | Boca Júnior | Itabaiana                  |
|                       |             |       |             | Estádio: Presidente Médici |

| 9 de setembro de 2007 | São Domingos | 1 – 0 | Estanciano | São Domingos             |
|                       |              |       |            | Estádio: Arnaldo Pereira |

| 15 de setembro de 2007 | Estanciano | 3 – 0 W.O. | Coritiba-SE | Estância               |
|                        |            |            |             | Estádio: Vila Operária |

| 16 de setembro de 2007 | Boca Júnior | 3 – 0 | Cotinguiba | Cristinápolis     |
|                        |             |       |            | Estádio: Geraldão |

| 22 de setembro de 2007 | Coritiba-SE | 0 – 3 W.O. | São Domingos | Itabaiana                  |
|                        |             |            |              | Estádio: Presidente Médici |

| 23 de setembro de 2007 | Cotinguiba | 4 – 1 | Estanciano | Aracaju           |
|                        |            |       |            | Estádio: Batistão |

| 29 de setembro de 2007 | Estanciano | 0 – 2 | Boca Júnior | Estância               |
|                        |            |       |             | Estádio: Vila Operária |

| 30 de setembro de 2007 | São Domingos | 0 – 0 | Cotinguiba | São Domingos             |
|                        |              |       |            | Estádio: Arnaldo Pereira |

| 7 de outubro de 2007 | Cotinguiba | 3 – 0 W.O. | Coritiba-SE | Aracaju           |
|                      |            |            |             | Estádio: Batistão |

| 7 de outubro de 2007 | Boca Júnior | 2 – 3 | São Domingos | Cristinápolis     |
|                      |             |       |              | Estádio: Geraldão |

### Grupo B
| Pos | Times          | Pts | J | V | E | D | GP | GC | SG |
| --- | -------------- | --- | - | - | - | - | -- | -- | -- |
| 1   | Canindé        | 19  | 8 | 6 | 1 | 1 | 11 | 5  | +6 |
| 2   | River Plate-SE | 14  | 8 | 4 | 2 | 2 | 8  | 4  | +4 |
| 3   | Propriá        | 11  | 8 | 3 | 2 | 3 | 10 | 10 | 0  |
| 4   | Dorense        | 9   | 8 | 3 | 0 | 5 | 11 | 12 | -1 |
| 5   | Maruinense     | 4   | 8 | 1 | 1 | 6 | 3  | 12 | -9 |

|                | CAN   | DOR   | MAR   | PRO   | RPL   |
| -------------- | ----- | ----- | ----- | ----- | ----- |
| Canindé        | —     | 1 – 0 | 1 – 0 | 2 – 2 | 1 – 0 |
| Dorense        | 1 – 2 | —     | 2 – 1 | 3 – 1 | 3 – 2 |
| Maruinense     | 1 – 2 | 1 – 0 | —     | 0 – 1 | 0 – 3 |
| Propriá        | 0 – 2 | 3 – 2 | 3 – 0 | —     | 0 – 1 |
| River Plate-SE | 1 – 0 | 1 – 0 | 0 – 0 | 0 – 0 | —     |

|  |                     |  |        |  |                      |
|  | Vitória do Mandante |  | Empate |  | Vitória do Visitante |

#### Rodadas na liderança e Lanterna
Em negrito, os clubes que mais permaneceram na liderança.
| Liderança | Liderança  | Liderança  | Liderança  | Liderança  | Liderança  | Liderança  | Liderança  | Liderança  | Liderança  |
| --------- | ---------- | ---------- | ---------- | ---------- | ---------- | ---------- | ---------- | ---------- | ---------- |
| 1         | 2          | 3          | 4          | 5          | 6          | 7          | 8          | 9          | 10         |
| CANINDÉ   | CANINDÉ    | CANINDÉ    | RPL        | CAN        | RPL        | CANINDÉ    | CANINDÉ    | CANINDÉ    | CANINDÉ    |
| Lanterna  |            |            |            |            |            |            |            |            |            |
| 1         | 2          | 3          | 4          | 5          | 6          | 7          | 8          | 9          | 10         |
| PRO       | MARUINENSE | MARUINENSE | MARUINENSE | MARUINENSE | MARUINENSE | MARUINENSE | MARUINENSE | MARUINENSE | MARUINENSE |

#### Resultados
| 4 de agosto de 2007 | Propriá | 0 – 2 | Canindé | Propriá                      |
|                     |         |       |         | Estádio: Constantino Tavares |

| 5 de agosto de 2007 | Dorense | 3 – 2 | River Plate-SE | Nossa Senhora das Dores  |
|                     |         |       |                | Estádio: Ariston Azevedo |

| 11 de agosto de 2007 | Canindé | 1 – 0 | Dorense | Canindé de São Francisco |
|                      |         |       |         | Estádio: Andrezão        |

| 11 de agosto de 2007 | Maruinense | 0 – 1 | Propriá | Maruim           |
|                      |            |       |         | Estádio: Vavazão |

| 18 de agosto de 2007 | River Plate-SE | 1 – 0 | Canindé | Carmópolis                |
|                      |                |       |         | Estádio: Idalito Oliveira |

| 19 de agosto de 2007 | Dorense | 2 – 1 | Maruinense | Nossa Senhora das Dores  |
|                      |         |       |            | Estádio: Ariston Azevedo |

| 25 de agosto de 2007 | Maruinense | 0 – 3 | River Plate-SE | Maruim           |
|                      |            |       |                | Estádio: Vavazão |

| 25 de agosto de 2007 | Propriá | 3 – 2 | Dorense | Propriá                      |
|                      |         |       |         | Estádio: Constantino Tavares |

| 1 de setembro de 2007 | Canindé | 1 – 0 | Maruinense | Canindé de São Francisco |
|                       |         |       |            | Estádio: Andrezão        |

| 1 de setembro de 2007 | River Plate-SE | 0 – 0 | Propriá | Carmópolis                |
|                       |                |       |         | Estádio: Idalito Oliveira |

| 8 de setembro de 2007 | Canindé | 2 – 2 | Propriá | Canindé de São Francisco |
|                       |         |       |         | Estádio: Andrezão        |

| 8 de setembro de 2007 | River Plate-SE | 1 – 0 | Dorense | Carmópolis                |
|                       |                |       |         | Estádio: Idalito Oliveira |

| 15 de setembro de 2007 | Propriá | 3 – 0 | Maruinense | Propriá                      |
|                        |         |       |            | Estádio: Constantino Tavares |

| 15 de setembro de 2007 | Dorense | 1 – 2 | Canindé | Nossa Senhora das Dores  |
|                        |         |       |         | Estádio: Ariston Azevedo |

| 22 de setembro de 2007 | Maruinense | 1 – 0 | Dorense | Maruim           |
|                        |            |       |         | Estádio: Vavazão |

| 22 de setembro de 2007 | Canindé | 1 – 0 | River Plate-SE | Canindé de São Francisco |
|                        |         |       |                | Estádio: Andrezão        |

| 29 de setembro de 2007 | River Plate-SE | 0 – 0 | Maruinense | Carmópolis                |
|                        |                |       |            | Estádio: Idalito Oliveira |

| 30 de setembro de 2007 | Dorense | 3 – 1 | Propriá | Nossa Senhora das Dores  |
|                        |         |       |         | Estádio: Ariston Azevedo |

| 6 de outubro de 2007 | Maruinense | 1 – 2 | Canindé | Maruim           |
|                      |            |       |         | Estádio: Vavazão |

| 6 de outubro de 2007 | Propriá | 0 – 1 | River Plate-SE | Propriá                      |
|                      |         |       |                | Estádio: Constantino Tavares |

## Cruzamento Olímpico
|  | Semifinais     | Semifinais  | Semifinais | Semifinais |              |   | Final | Final | Final | Final |
|  |                |             |            |            |              |   |       |       |       |       |
|  | São Domingos   | 0           |            | 0 (4)      |              |   |       |       |       |       |
|  | River Plate-SE | 0           |            | 0 (3)      |              |   |       |       |       |       |
|  | River Plate-SE | 0           |            | 0 (3)      | São Domingos | 0 | 2     | 2 (3) |       |       |
|  |                |             |            |            | São Domingos | 0 | 2     | 2 (3) |       |       |
|  |                | Boca Júnior | 1          | 1          | 2 (5)        |   |       |       |       |       |
|  | Canindé        | Boca Júnior | 1          | 1          | 2 (5)        | 2 |       | 2     |       |       |
|  | Canindé        |             |            |            |              | 2 |       | 2     |       |       |
|  | Boca Júnior    | 3           |            | 3          |              |   |       |       |       |       |

| 13 de outubro de 2007 | São Domingos | 0 – 0 \| \| \| Penalidades \| \| \| 4 – 3 \| \| | River Plate-SE | São Domingos             |
|                       |              |                                                 |                | Estádio: Arnaldo Pereira |
|                       |              | Penalidades                                     |                |                          |
|                       | 4 – 3        |                                                 |                |                          |

|  |       | Penalidades |
|  | 4 – 3 |             |

| 13 de outubro de 2007 | Canindé | 2 – 3 | Boca Júnior | Canindé de São Francisco |
|                       |         |       |             | Estádio: Andrezão        |

| 21 de outubro de 2007 | Boca Júnior | 1 – 0 | São Domingos | Cristinápolis     |
|                       |             |       |              | Estádio: Geraldão |

| 28 de outubro de 2007 | São Domingos | 2 – 1 \| \| \| Penalidades \| \| \| 3 – 5 \| \| | Boca Júnior | São Domingos             |
|                       |              |                                                 |             | Estádio: Arnaldo Pereira |
|                       |              | Penalidades                                     |             |                          |
|                       | 3 – 5        |                                                 |             |                          |

|  |       | Penalidades |
|  | 3 – 5 |             |

### Premiação
| Campeonato Sergipano de 2007 Série A2 |
| ------------------------------------- |
| Boca Júnior Campeão (2º título)       |

## Classificação Geral
- [CTB]: O Coritiba-SE desistiu de participar na 7ª rodada, os seus jogos foram atribuído W.O. com placar de 3–0 para os adversários.